# Festival de la Cançó d'Eurovisió 1978
El XXIII Festival de la Cançó d'Eurovisió fou retransmès el 22 d'abril de 1978 en París, França. Els presentadors van ser Denise Fabre i Léon Zitrone, i la victòria va ser per al representant d'Israel, Izhar Cohen & Alphabeta amb la cançó "A-Ba-Ni-Bi".

## Final

Països participants.
Països que hi van participar al passat però no el 1978.

| Núm. | País                | Intèrpret(s)              | Cançó                               | Posició | Pts |
| ---- | ------------------- | ------------------------- | ----------------------------------- | ------- | --- |
| 01   | Àustria             | Springtime                | Mrs. Caroline Robinson              | 15      | 14  |
| 02   | Regne Unit          | Co-Co                     | The bad old days                    | 11      | 61  |
| 03   | Països Baixos       | Harmony                   | I`t is OK                           | 13      | 37  |
| 04   | Noruega             | Jahn Teigen               | Mil etter mil                       | 20      | 0   |
| 05   | Espanya             | José Vélez                | Bailemos un vals                    | 9       | 65  |
| 06   | Irlanda             | Colm C. T. Wilkinson      | Born to sing                        | 5       | 86  |
| 07   | Turquia             | Nilüfer & Nazar           | Sevince                             | 19      | 2   |
| 08   | Portugal            | Gemini                    | Dai li dou                          | 17      | 5   |
| 09   | Finlàndia           | Seija Simola              | Anna rakkaudelle tilaisuus          | 18      | 2   |
| 10   | França              | Joël Prévost              | Il y aura toujours des violons      | 3       | 119 |
| 11   | Suècia              | Björn Skifs               | Det blir alltid värre framåt natten | 14      | 26  |
| 12   | Mònaco              | Caline & Oliver Toussaint | Les jardins de Monaco               | 4       | 107 |
| 13   | Bèlgica             | Jean Vallée               | L'amour ça fait chanter la vie      | 2       | 125 |
| 14   | Dinamarca           | Mabel                     | Boom Boom                           | 16      | 11  |
| 15   | Alemanya Occidental | Ireen Sheer               | Feuer                               | 6       | 84  |
| 16   | Luxemburg           | Baccara                   | Parlez-vous français?               | 7       | 73  |
| 17   | Itàlia              | Ricchi e Poveri           | Questo amore                        | 12      | 53  |
| 18   | Israel              | Izhar Cohen & Alphabeta   | A-Ba-Ni-Bi                          | 1       | 157 |
| 19   | Suïssa              | Carole Vinci              | Vivre                               | 10      | 65  |
| 20   | Grècia              | Tania Tsanaclidou         | Charlie Chaplin                     | 8       | 66  |